# Piotr Nguyễn Bá Tuần
Piotr Nguyễn Bá Tuần (wiet. Phêrô Nguyễn Bá Tuần) (ur. 1766 r. w Ngọc Đồng, prowincja Hưng Yên w Wietnamie – zm. 15 lipca 1838 r. w Nam Định w Wietnamie) – ksiądz, męczennik, święty Kościoła katolickiego.
Piotr Tuần urodził się w Ngọc Đồng, prowincja Hưng Yên. Święcenia kapłańskie przyjął w 1807 r. W czasie prześladowań musiał ukrywać się i często zmieniał miejsce pobytu. W jednej z kryjówek spotkał dominikanina ojca Józefa Fernández. Ze względu na jego zły stan zdrowia Piotr Nguyễn Bá Tuần postanowił pozostać razem z nim. Od tej pory podróżowali razem. Po pewnym czasie zostali uwięzieni. Piotr Nguyễn Bá Tuần odmówił podeptania krzyża i został ścięty 15 lipca 1838 r.
Dzień wspomnienia: 24 listopada w grupie 117 męczenników wietnamskich.
Beatyfikowany 27 maja 1900 r. przez Leona XIII, kanonizowany przez Jana Pawła II 19 czerwca 1988 r. w grupie 117 męczenników wietnamskich.